# Daniel Dalbera
Daniel Dalbéra, né le 14 novembre 1942 à Nice (Alpes-Maritimes), est un homme politique français.

## Biographie
Né à Nice d'un père ouvrier, au sein d'une famille catholique de trois enfants, Daniel Dalbéra achève ses études à La Sorbonne à l'approche de mai 1968. Il milite à l'UNEF, tout en se rapprochant rapidement des idées communistes. Son profil d'ingénieur-informaticien chez Bull encourage le député du 19e, Paul Laurent, à le convaincre de mener un combat politique dans le 20e arrondissement contre le député sortant UDR Roland Carter. Arrivé en tête du premier tour des élections législatives de 1973, il remporte le scrutin avec 52 % des suffrages, soit 785 voix d'avance.
Durant son mandat parlementaire, il est membre de la commission de Finances puis de celle de la Défense. Il défend le projet sur l'avortement de Simone Veil. Il se représente en 1978, au nom du programme commun de la gauche, mais sera battu par Didier Bariani, le candidat UDF-rad.
Il revient alors chez son employeur comme formateur et participe aux efforts de reconstruction du Parti communiste.